# Carmen (nowela)
Carmen – nowela autorstwa Prospera Mériméego, opublikowana po raz pierwszy w 1845 roku.
Nowela była kilkakrotnie ekranizowana. Na jej podstawie Georges Bizet stworzył swoją słynną operę o tym samym tytule.

## Treść
Główny bohater, żołnierz José, poznaje piękną Cygankę o imieniu Carmen. Zakochuje się w niej bez pamięci. Pod wpływem tego uczucia bardzo się zmienia. Był uczciwym człowiekiem, jednak by przypodobać się ukochanej, wkracza w środowisko przestępcze. Zaprzepaszcza szansę na własną karierę i nie cofa się nawet przed zbrodnią, chcąc zdobyć jej miłość. Jednak Carmen nie odwzajemnia jego uczuć.